# Bottineau County
Bottineau County är ett administrativt område i delstaten North Dakota, USA. År 2010 hade countyt 6 429 invånare. Den administrativa huvudorten (county seat) är Bottineau. 

## Geografi
Enligt United States Census Bureau så har countyt en total area på 4 398 km². 4 323 km² av den arean är land och 75 km² är vatten. 

### Angränsande countyn
- Rolette County - öst
- Pierce County - sydöst
- McHenry County - syd
- Renville County - väst
- gränsar mot Kanada i norr